# Wildschaar

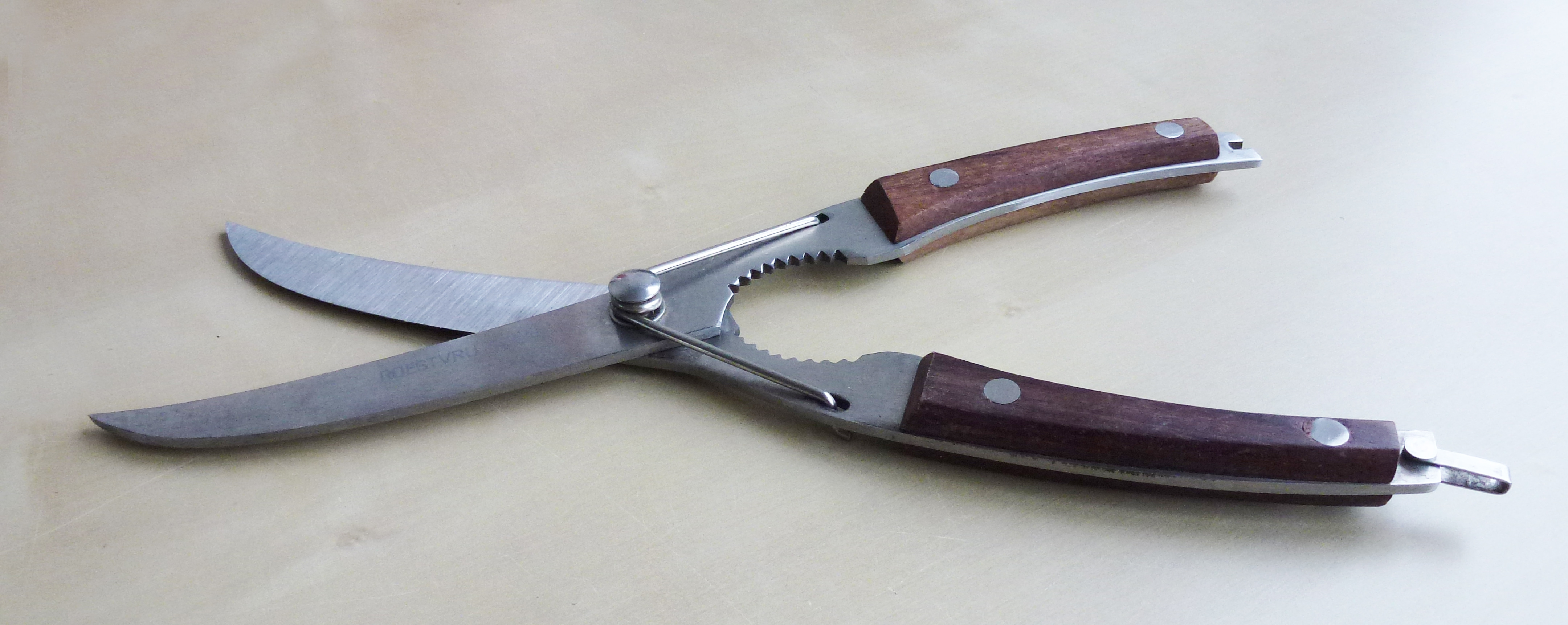
Wildschaar

Een wildschaar is een vrij stevig uitgevoerde schaar waarmee botten van gevogelte en wild doorgeknipt worden om het in porties te verdelen. 
De schaar zal bij gebruik vies worden en moet daarom van RVS gemaakt zijn, zodat deze na het afwassen niet gaat roesten. Om de schaar veilig in de keuken op te kunnen bergen, is zij vaak voorzien van een sluitingsmechanisme. 
Een wildschaar lijkt een beetje op een snoeischaar, maar heeft vaak een langer lemmet en geen kunststof grepen. Bovendien is de sluiting over het algemeen niet bij de aanzet van het lemmet, maar juist aan het uiteinde van de grepen aangebracht. Dat is om het schoonmaken van de schaar eenvoudiger te maken.